# Apollo 7
Apollo 7 var den första bemannade uppskjutningen i Apolloprogrammet. Den sköts upp av en Saturn IB och var elva dagar, mellan den 11 och 22 oktober 1968, i omloppsbana kring jorden. Det var också den första amerikanska rymdfärden med en besättning på tre man.
Apollo 7 var den enda Apollofarkosten som sköts upp från Cape Canaveral Air Force Station's Launch Complex 34. Alla andra Apollofarkoster (inkluderat Apollo-Sojuz) och Skylab-uppdrag sköts upp från Launch Complex 39, vid närliggande Kennedy Space Center.

## Besättning
- Walter Schirra (Också på Mercury 8, Gemini 6), kapten
- Donn F. Eisele (Första gången i rymden), huvudpilot
- Walter Cunningham (Första gången i rymden), månmodulpilot

De tre som flög med Apollo 7 hade varit reservbesättning för Apollo 1.

### Reservbesättning
- Thomas P. Stafford, (Gemini 6, Gemini 9, Apollo 10, Apollo-Sojuz-testprojektet), kapten
- John Young, (Gemini 3, Gemini 10, Apollo 10, Apollo 16, STS-1, STS-9), huvudpilot
- Eugene A. Cernan, (Gemini 9, Apollo 10, Apollo 17), månmodulpilot

### Stödbesättning
- Ronald E. Evans, (Apollo 17)
- Edward G. Givens, (Flög aldrig i rymden på grund av att han dog i en bilolycka)
- Jack Swigert, (Apollo 13)
- Bill Pogue, (Skylab 4)

## Uppdragets höjdpunkter

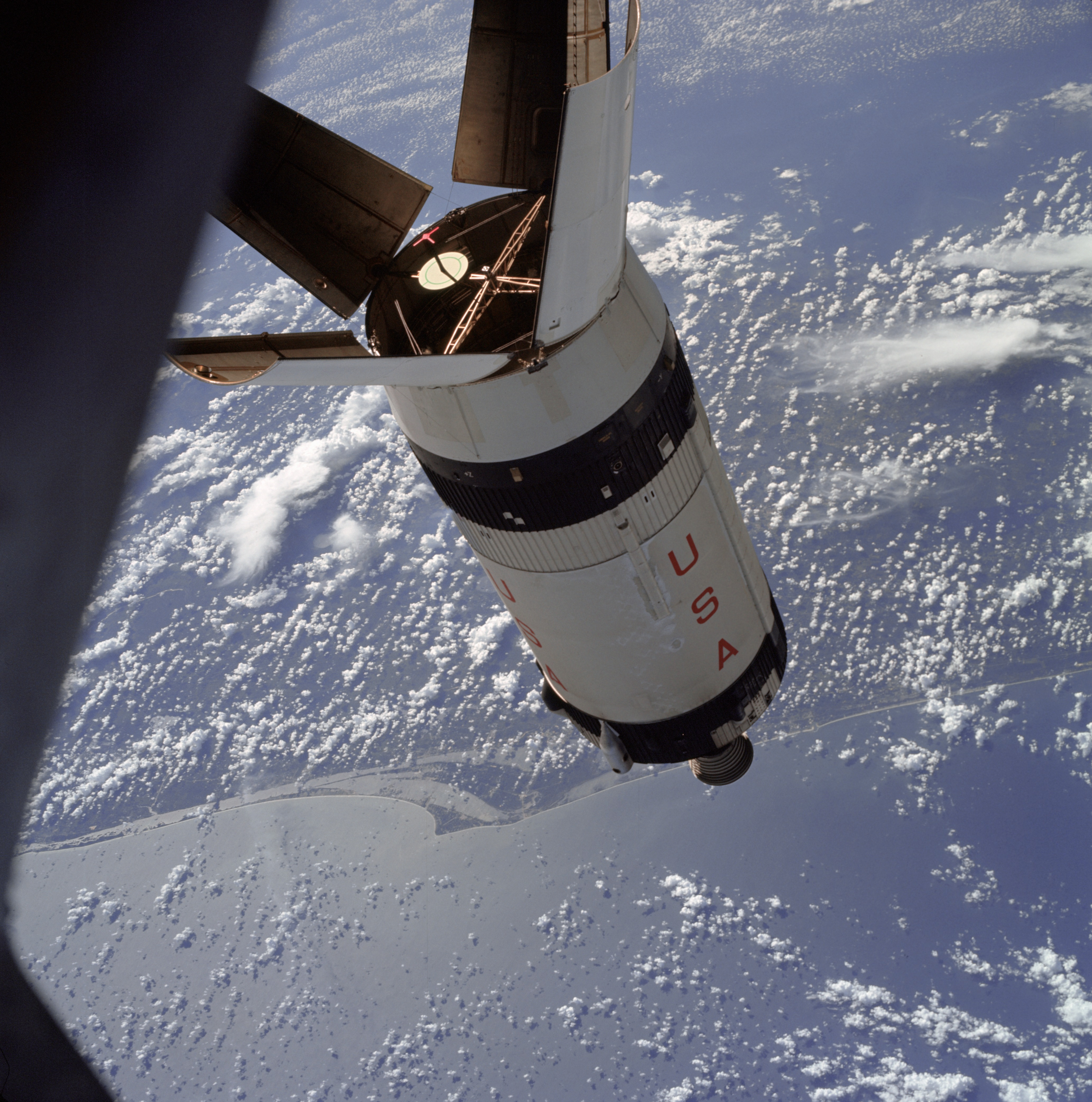
Apollo 7 S-IVB raketsteg

Apollo 7 var en förtroendebyggare efter katastrofen med Apollo 1. Uppdraget var den första amerikanska rymdflygningen på 22 månader. Målet under färden var bland annat att sända de första livebilderna från amerikanskt rymdskepp vilket lyckades.
Huvudpiloten Eisele övade rendezvous och dockning med månlandningsmodulen. Övningen ledde till att manöverpanelen konstruerades om inför kommande flygningar.
Utrustningen fungerade i övrigt utmärkt under flygningen. Kommando- och servicemodulens SPS-motor, som skulle ta rymdsonden i och ur omloppet runt månen, provkördes åtta gånger och gav ett resultat som var helt godkänt, med högst en procents avvikelse. Den kraftiga accelerationen från SPS-motorn fick huvudpiloten att säga att det kändes som en ”spark i baken” och Schirra utropade på Flinta-manér ”Yabbadabbadoo!”.
Landningen efter 10 dygn och 20 timmar gick perfekt.

## Utställning
I nästan 30 år var Apollomodulen lånad till National Museum of Science and Technology of Canada tillsammans med Wally Schirras rymddräkt. År 2003 flyttades den till National Air and Space Museum Steven F. Udvar-Hazy Center.